# I-5 (tàu ngầm Nhật)
I-5 là chiếc tàu ngầm mang máy bay đầu tiên của Hải quân Đế quốc Nhật Bản và đã hoạt động trong Chiến tranh Thế giới thứ hai. Là chiếc duy nhất trong phân lớp Junsen 1 Cải tiến (巡潜一型改), nó được hạ thủy tại xưởng tàu của hãng Kawasaki tại Kobe vào ngày 19 tháng 6, 1931. Thoạt tiên mang theo một thủy phi cơ Yokosuka E6Y, nó được bổ sung một máy phóng vào năm 1933, nhưng tính năng mang máy bay bị tháo dỡ bảy năm sau đó và con tàu được tái cấu trúc như một tàu ngầm tấn công. I-5 từng hoạt động trong cuộc Chiến tranh Trung-Nhật, hỗ trợ cho cuộc tấn công Trân Châu Cảng, càn quét tàu bè tại Ấn Độ Dương, và tham gia các chiến dịch quần đảo Aleut và New Guinea. Con tàu mất tích vào năm 1944, rất có thể đã bị tàu hộ tống khu trục Hoa Kỳ USS Wyman đánh chìm tại vùng biển quần đảo Mariana vào ngày 19 tháng 7.

## Thiết kế và chế tạo

### Thiết kế
Trong giai đoạn sau Chiến tranh Thế giới thứ nhất, Hải quân Đế quốc Nhật Bản nhìn thấy tiềm năng của một tàu ngầm mang máy bay, với những nghiên cứu thử nghiệm đầu tiên được bắt đầu tại căn cứ Yokosuka từ năm 1924. Khái niệm này yêu cầu một tàu ngầm có kích thước lớn hơn các tàu ngầm tuần dương đang có sẵn, có khả năng phóng một thủy phi cơ trinh sát, nên cuối cùng phân lớp lớp Junsen 1 Cải tiến được phát triển dựa trên phân lớp Junsen 1 (巡潜一型).
Chiếc tàu ngầm có kích thước tương tự như phân lớp Junsen 1 dẫn trước và có trọng lượng choán nước lớn hơn, 2.279 tấn (2.243 tấn Anh) khi nổi và 2.968 tấn (2.921 tấn Anh) khi lặn.  Nó có chiều dài 97,5 mét (319 ft 11 in), mạn thuyền rộng 9,22 m (30 ft 3 in) và mớn nước 4,94 m (16 ft 2 in). Động lực được cung cấp bởi hai động cơ diesel công suất 3.000 mã lực phanh (2.237 kW), vận hành hai trục chân vịt để di chuyển trên mặt nước với tốc độ tối đa 18,8 hải lý trên giờ (34,8 km/h; 21,6 mph). Chúng cũng dùng để nạp lại điện cho ắc-quy để lặn dưới nước. Khi lặn, động lực được cung cấp bởi hai động cơ điện công suất 2.600 bhp (1.939 kW) và đạt tốc độ tối đa 8,1 hải lý trên giờ (15,0 km/h; 9,3 mph). Với 589 tấn (580 tấn Anh) nhiên liệu dầu diesel mang theo, nó có tầm xa hoạt động 24.000 hải lý (44.000 km; 28.000 mi) ở tốc độ đường trường 10 hải lý trên giờ (19 km/h; 12 mph) trên mặt nước. Khi lặn, nó có thể di chuyển60 hải lý (110 km; 69 mi) ở tốc độ 3 hải lý trên giờ (5,6 km/h; 3,5 mph). Con tàu có thể lặn sâu đến 80 m (260 ft), và thủy thủ đoàn đầy đủ bao gồm 93 sĩ quan và thủy thủ. Ngoài ra, kích thước lớn cho phép chiếc tàu ngầm hoạt động như một soái hạm.
Vũ khí chính tương tự như phân lớp Junsen 1, bao gồm sáu ống phóng ngư lôi 53,3 cm (21 in) bên trong, tất cả được bố trí phía mũi tàu. Nó mang theo tổng cộng 20 quả ngư lôi,  và vào khoảng năm 1931 Hải quân Nhật đưa vào hoạt động ngư lôi Kiểu 89 mới, có đầu đạn nặng 300 kilôgam (660 lb) và đạt tầm xa 5.500 mét (18.045 ft) ở tốc độ 45 hải lý trên giờ (83 km/h; 52 mph). Ngư lôi Kiểu 89 được sử dụng cho đến đầu Thế Chiến II, khi nó được thay thế bởi ngư lôi Kiểu 95. có đầu đạn nặng 405 kilôgam (893 lb) và đạt tầm xa 12.000 mét (39.370 ft) ở tốc độ 47 hải lý trên giờ (87 km/h; 54 mph).
Sàn tàu được lắp một hải pháo 14 cm (5,5 in) 40 calibre Kiểu năm thứ 11, bắn ra đạn pháo nặng 38 kg (84 lb) xa 1.600 mét (5.249 ft) với tốc độ năm phát mỗi phút. Để phòng không, một súng máy 7,7 mm (0,30 in) được bố trí trên tháp chỉ huy.
Một thủy phi cơ trinh sát Yokosuka E6Y mang theo được tháo rời và chứa trong hai khoang kín nước hai bên mạn phía sau tháp chỉ huy. Cánh máy bay trong một khoang, và thân máy bay cùng phao nổi trong khoang còn lại. Để vận hành máy bay, chiếc tàu ngầm phải dừng lại, mở các khoang chứa, lắp ráp các thành phần rồi thả máy bay xuống nước để cất cánh. Trong huấn luyện, đây là một quá trình kéo dài khi chiếc tàu ngầm dễ bị tổn thương do đối phương tấn công. Sau này một máy phóng được bổ sung để tăng tầm xa hoạt động và rút ngắn thời gian triển khai, nhưng lại kéo dài thời gian lắp ráp đưa máy bay lên máy phóng.

### Chế tạo
I-5 được đặt lườn tại xưởng tàu của hãng Kawasaki tại Kobe vào ngày 30 tháng 10, 1929. Nó được hạ thủy vào ngày 19 tháng 6, 1931, rồi hoàn tất và nhập biên chế vào ngày 31 tháng 7, 1932.

## Lịch sử hoạt động

### 1932 - 1937
Vào lúc nhập biên chế, I-5 được phân về Quân khu Hải quân Yokosuka, và tiến hành huấn luyện và thử nghiệm cho đến năm 1933, khi nó được bổ sung một máy phóng. Trong giai đoạn giữa tháng 2 và tháng 7, 1936, khẩu hải pháo 14 cm trên boong tàu được tạm thời thay thế bằng một khẩu hải pháo Kiểu 89 12,7 cm (5 in) đa dụng (chống hạm và phòng không).

### Chiến tranh Trung-Nhật
Chiến tranh Trung-Nhật bùng nổ sau khi xảy ra sự kiện Lư Câu Kiều (cầu Marco Polo) vào ngày 7 tháng 7, 1937. Đến tháng 9, 1937, Hải đội Tàu ngầm 1, bao gồm các tàu ngầm I-1, I-2, I-3, I-4, I-5 và I-6, được điều sang Đệ Tam hạm đội và phối thuộc cùng Hạm đội khu vực Trung Quốc để hoạt động tại vùng biển Trung Quốc. Hải đội đã được phái đến căn cứ tại Hong Kong cùng với các tàu tiếp liệu tàu ngầm Chōgei và Taigei vào tháng 9, 1937. Từ căn cứ này, các tàu ngầm tham gia phong tỏa Trung Quốc và tuần tra dọc bờ biển phía Đông và phía Nam Trung Quốc.
Từ ngày 21 tháng 8 đến ngày 23 tháng 8, 1937, cả sáu chiếc tàu ngầm thuộc Hải đội Tàu ngầm 1 đã hoạt động trong biển Hoa Đông như lực lượng bảo vệ từ xa cho các thiết giáp hạm Nagato, Mutsu, Haruna và Kirishima cùng tàu tuần dương hạng nhẹ Isuzu làm nhiệm vụ vận chuyển binh lính từ Tadotsu, Shikoku đến Thượng Hải, Trung Quốc. Hải đội Tàu ngầm 1 đặt căn cứ tại Hong Kong cho đến mùa Thu năm 1938. Trong một nỗ lực nhằm giảm căng thẳng trong quan hệ quốc tế do cuộc xung đột với Trung Quốc, Nhật Bản cho rút lực lượng tàu ngầm của họ khỏi vùng biển Trung Quốc từ tháng 12, 1938.

### 1938 - 1941
Vào năm 1940, I-5 được cho xuất biên chế để tái trang bị. Bởi các tàu ngầm sân bay hiện đại hơn thuộc Type A (Kō) và Type B (Otsu) được đưa vào hoạt động, các thiết bị máy bay kém hiện đại hơn của I-5 trở nên vô dụng. Vì vậy trong đợt đại tu, những thiết bị này được tháo dỡ, và lắp đặt một khẩu hải pháo trên sàn phía sau tháp chỉ huy. Đồng thời một khẩu pháo Type 96 25 mm (1 in) phòng không được bổ sung trên cầu tàu được mở rộng. Chiếc tàu ngầm quay trở lại hoạt động như một tàu ngầm tấn công.
Vào ngày 15 tháng 11, 1940, I-5 dưới quyền chỉ huy của Trung tá Hải quân Shichiji Tsuneo, được điều động sang Đội tàu ngầm 8 trong thành phần Hải đội Tàu ngầm 2, trực thuộc Đệ Lục hạm đội, một đơn vị của Hạm đội Liên hợp. Đến ngày 10 tháng 11, 1941, biên chế của Đội tàu ngầm 8 bao gồm I-4, I-5, I-6 và I-7 (soái hạm).
Vào ngày 10 tháng 11, 1941, bên trên soái hạm Katori, Phó đô đốc Shimizu Mitsumi, Tư lệnh Đệ Lục hạm đội, công bố Kế hoạch Z, là kế hoạch tấn công căn cứ Trân Châu Cảng của Hải quân Hoa Kỳ, mở màn cho cuộc xung đột tại Thái Bình Dương. Khi lực lượng Hải quân Nhật Bản bắt đầu được huy động cho chiến dịch, I-5 cùng với phần còn lại của Hải đội Tàu ngầm 2 đã xuất phát từ Yokosuka vào ngày 16 tháng 11 để hướng sang khu vực quần đảo Hawaii. Trên đường đi vào ngày 2 tháng 12, nó nhận được thông điệp từ Hạm đội Liên hợp: "Leo núi Niitaka 1208" (tiếng Nhật: Niitakayama nobore 1208), là mật lệnh cho biết chiến sự với Khối Đồng Minh sẽ bắt đầu vào ngày 8 tháng 12 (theo giờ Nhật Bản, tức ngày 7 tháng 12 tại Hawaii bên kia đường đổi ngày).

#### Chuyến tuần tra thứ nhất - Trận Trân Châu Cảng
Vào ngày 7 tháng 12, Hải đội Tàu ngầm 2 được bố trí trên một tuyến tuần tra trải rộng từ phía Tây Bắc sang phía Đông Bắc Oahu, và I-5 hoạt động cạnh khu vực tuần tra của I-6 về phía Bắc đảo Molokai. Họ được lệnh tấn công mọi tàu bè xuất phát từ Trân Châu Cảng trong và sau cuộc tấn công, vốn được lên kế hoạch vào sáng ngày hôm đó. Đến ngày 9 tháng 1, 1942, I-5 được lệnh rời khu vực tuần tra để truy tìm chiếc tàu sân bay Hoa Kỳ USS Lexington, vốn bị tàu ngầm I-18 phát hiện ở vị trí 270 nmi (500 km) về phía Đông Bắc đảo Johnston; tuy nhiên nó đã không tìm thấy tàu chiến đối phương. I-5 về đến Kwajalein vào ngày 22 tháng 1, rồi tiếp tục quay về Nhật Bản, đi đến Yokosuka vào ngày 2 tháng 2.

### 1942

#### Chuyến tuần tra thứ hai
Trong khi I-5 được tái trang bị tại Yokosuka từ ngày 2 đến ngày 11 tháng 2, Hải đội Tàu ngầm 2 được điều động tham gia Chiến dịch Đông Ấn thuộc Hà Lan trong thành phần Lực lượng Khu vực Đông Nam vào ngày 8 tháng 2. I-5 khởi hành từ Yokosuka vào ngày 11 tháng 2 để hướng sang Palau, đến nơi vào ngày 16 tháng 2, và tiếp tục hành trình đi sang Đông Ấn thuộc Hà Lan vào ngày hôm sau. Sau chặng dừng tại vịnh Staring về phía Đông Nam Kendari, Celebes (nay là Sulawesi) vào ngày 23 tháng 2, nó lên đường ngay chiều tối hôm đó cho chuyến tuần tra thứ hai trong Ấn Độ Dương.
Trong khi I-5 và I-6 đang tuần tra về phía Tây đảo Timor vào ngày 25 tháng 2, họ bị một máy bay trinh sát Mitsubishi C5M, được một tốp chín máy bay tiêm kích Mitsubishi A6M Zero hộ tống, phát hiện. Nhận định nhầm đối tượng là các tàu ngầm Đồng Minh, những chiếc Zero đã tấn công bằng hỏa lực súng máy, khiến chiếc tàu ngầm I-5 bị hư hại đáng kể, và hạm trưởng cùng hai sĩ quan khác bị thương nặng; I-6 lặn xuống kịp thời nên không chịu hư hại. I-5 buộc phải hủy bỏ chuyến tuần tra, ghé đến Kupang vào ngày 26 tháng 2 để sửa chữa tạm trên đường quay trở lại vịnh Staring. Khi về đến vịnh Staring vào ngày 28 tháng 2, nó bị mắc cạn ở lối ra vào vịnh trước khi được giải cứu vào ngày 20 tháng 3, rồi được sửa chữa cặp bên mạn tàu tiếp liệu tàu ngầm Santos Maru.

#### Chuyến tuần tra thứ tư - Chiến dịch quần đảo Aleut
Sau đó I-5 quay trở về Nhật Bản ngang qua Singapore để được sửa chữa toàn diện, đi đến Yokosuka vào ngày 1 tháng 5. Trong khi I-5 được sửa chữa và đại tu tại Yokosuka, Chiến dịch quần đảo Aleut bắt đầu vào ngày 3 tháng 6 với cuộc không kích của Nhật Bản xuống Dutch Harbor, Alaska, và tiếp nối bởi việc chiếm đóng các đảo Attu vào ngày 5 tháng 6 và Kiska vào ngày 7 tháng 6 mà không bị kháng cự. Đến ngày 10 tháng 6, các tàu ngầm I-1, I-2, I-3, I-4, I-5, I-6 và I-7 được điều động sang Lực lượng phía Bắc để hoạt động tại vùng biển quần đảo Aleut. I-5 khởi hành từ Yokosuka vào ngày 17 tháng 6 cho chuyến tuần tra thứ tư tại khu vực Bắc Thái Bình Dương. Đến ngày 20 tháng 6, nó tham gia tuyến tuần tra K giữa 48°B 178°T / 48°B 178°T và 50°B 178°T / 50°B 178°T, và ở lại khu vực tuần tra cho đến ngày 3 tháng 7. I-5 được điều động trở lại Lực lượng Tiền Phương vào ngày 20 tháng 7, nên đã lên đường quay trở về Nhật Bản, về đến Yokosuka vào ngày 1 tháng 8, nơi nó được sửa chữa.

#### Chuyến tuần tra thứ năm - Chiến dịch Guadalcanal
Trong khi I-5 ở lại xưởng tàu Yokosuka, Chiến dịch Guadalcanal bắt đầu vào ngày 7 tháng 8, khi lực lượng Thủy quân Lục chiến Hoa Kỳ đổ bộ lên Guadalcanal, Tulagi, đảo Florida, Gavutu và Tanambogo ở phía Đông Nam quần đảo Solomon. Vào ngày 20 tháng 8, Đội tàu ngầm 8 được giải thể, và I-5 được điều sang Đội tàu ngầm 7 để hoạt động tại khu vực Guadalcanal. I-5 rời Yokosuka vào ngày 8 tháng 9, cùng với I-1, I-2, I-3 và I-4 đi đến căn cứ Truk tại quần đảo Caroline, ghé qua đêm 16-17 tháng 9 trước khi bắt đầu chuyến tuần tra thứ năm tại vùng biển phía Tây Guadalcanal, và sau đó tại phía Đông Nam quần đảo Solomon. Đến ngày 5 tháng 10, I-5 được điều về Đơn vị Tuần tra "A", rồi đến ngày 15 tháng 11 lại được điều sang Đơn vị Tuần tra "B", và đảm nhận nhiệm vụ được Hạm đội Liên hợp chỉ thị nhằm tiếp tế cho Tập đoàn quân 17 đang cầm cự tại Guadalcanal.
Vào ngày 21 tháng 11, I-5 khởi hành từ Truk để đi sang căn cứ Rabaul trên đảo New Britain thuộc quần đảo Bismarck. Con tàu gặp trục trặc bánh lái đứng trên đường đi trước khi đến được Rabaul vào ngày 25 tháng 11, nơi nó được sửa chữa. Nó lại rời Rabaul vào ngày 2 tháng 12 để đi sang quần đảo Shortland ngoài khơi Bougainville, đến nơi vào ngày hôm sau, nhưng bánh lái tiếp tục gặp trục trặc. Tại đây nó đón Tư lệnh Hải đội Tàu ngầm 1, Chuẩn đô đốc Mito Hisashi cùng ban tham mưu của ông lên tàu để đưa về Truk, đến nơi vào ngày 17 tháng 12. I-5 rời Truk vào ngày 20 tháng 12 để quay trở về Nhật Bản, về đến Yokosuka vào ngày 28 tháng 12.

### 1943

#### Chiến dịch New Guinea
Sau khi hoàn tất việc sửa chữa, I-5 khởi hành từ Yokosuka vào ngày 9 tháng 3, 1943 để đi sang căn cứ Truk, đến nơi vào ngày 17 tháng 3. Tại đây nó điều về Đơn vị Khu vực Đông Nam, và được tháo dỡ khẩu hải pháo 14-cm trên boong phía sau tàu, và lắp đặt bộ gá để mang theo một xuồng đổ bộ kín nước dài 46 ft (14 m) lớp Daihatsu phía sau tháp chỉ huy. Chiếc tàu ngầm có chuyến đi từ Truk sang Rabaul, đến nơi vào ngày 24 tháng 3, rồi lên đường hai ngày sau đó cho chuyến đi tiếp liệu đầu tiên sang Lae, Papua New Guinea, mang theo lương thực và đạn dược, đến nơi vào ngày 29 tháng 3. Hoàn tất việc chất dỡ tiếp liệu, chiếc tàu ngầm lập tức lên đường để quay trở lại Rabaul. Sau đó trong giai đoạn từ ngày 6 tháng 4 đến ngày 31 tháng 5, I-5 còn thực hiện thêm bảy chuyến đi vận chuyển tiếp liệu khứ hồi giữa Rabaul và Lae, vận chuyển lương thực, thuốc men, đạn dược, vũ khí hạng nặng tháo rời, và giúp di tản thương binh và bệnh binh khỏi chiến trường.

#### Chiến dịch quần đảo Aleut
Từ ngày 11 tháng 5, lực lượng Đồng Minh bắt đầu phản công tại khu vực Bắc Thái Bình Dương, khi Lực lượng Đặc nhiệm 16 dưới quyền Chuẩn đô đốc Thomas C. Kinkaid cho đổ bộ các sư đoàn 4 và 7 nhằm tái chiếm đảo Attu thuộc quần đảo Aleut. Đứng trước nguy cơ thất bại toàn diện, phía Nhật Bản tiến hành triệt thoái toàn bộ lực lượng khỏi đảo Kiska lân cận. Để hỗ trợ cho hoạt động này, I-5 quay trở về Yokosuka vào ngày 10 tháng 6, được sửa chữa và đại tu, rồi lên đường vào ngày 30 tháng 7 để hoạt động tại các khu vực quần đảo Kuril và Aleut. Sau khi đi đến Paramushiro, Kuril vào ngày 4 tháng 8, nó tuần tra ngoài khơi Kiska cho đến khi lực lượng Đồng Minh đổ bộ lên đảo ngày vào ngày 15 tháng 8. I-5 quay trở về Paramushiro vào ngày 20 tháng 9, rồi lên đường hai ngày sau đó để quay trở về Nhật Bản, đi đến Yokosuka vào ngày 29 tháng 9, nơi nó được đại tu.

### 1944
Sau khi hoàn tất việc sửa chữa, I-5 lên đường vào ngày 27 tháng 1, 1944 và đi đến Saipan thuộc quần đảo Mariana bốn ngày sau đó. Tại đây nó thực hành đổ bộ cùng Lực lượng Đổ bộ Đặc biệt Hải quân (SNLF: Special Naval Landing Force) Yokosuka 5, rồi lên đường vào ngày 11 tháng 2 để đi sang Rabaul cùng 26 binh lính SNLF Sasebo 101. I-5 rời Rabaul vào ngày 22 tháng 2 cho một chuyến đi tiếp liệu sang Sarmi, New Guinea, và sau đó là một chuyến tiếp liệu khác đến Sarmi vào đầu tháng 3. I-5 quay trở về Yokosuka ngang qua Truk, đến nơi vào ngày 26 tháng 3, và được điều về Lực lượng Tiền phương.
Vào ngày 26 tháng 5, I-5 rời Yokosuka để đi sang Saipan, đến nơi vào ngày 3 tháng 6. Nó khởi hành hai ngày sau đó cho một chuyến đi tiếp liệu đến Ponape thuộc quần đảo Caroline, nhưng gặp sự cố rò rỉ thùng nhiên liệu trên đường đi và phải quay lại. Con tàu đi đến căn cứ Truk vào ngày 12 tháng 6 để sửa chữa ắc-quy bị rò rỉ.
Sau khi phát hiện lực lượng Đồng Minh đang hướng đến quần đảo Mariana, vào ngày 13 tháng 6, Đô đốc Soemu Toyoda, Tư lệnh Hạm đội Liên hợp, ra lệnh tiến hành Chiến dịch A-Go để phòng thủ quần đảo Mariana. Cùng ngày hôm đó, Phó đô đốc Takeo Takagi, Tư lệnh Đệ Lục hạm đội, ra lệnh cho các tàu ngầm dưới quyền bố trí tại Trung tâm Thái Bình Dương cách 300 nmi (560 km) về phía Đông quần đảo Mariana để lập hàng rào phòng ngự.
Chiến dịch quần đảo Mariana bắt đầu vào ngày 15 tháng 6, 1944 khi lực lượng Hoa Kỳ đổ bộ lên Saipan. Việc chỉ huy Đệ Lục hạm đội của đô đốc Takagi từ căn cứ đặt tại Saipan bị gián đoạn, nên được chuyển giao cho Tư lệnh Hải đội Tàu ngầm 7, Chuẩn đô đốc Noboru Owada, từ căn cứ Truk thuộc quần đảo Caroline. Cùng vào ngày này, I-5 khởi hành từ Truk để tham gia hàng rào phòng ngư phía Đông Mariana; nó tuần tra tại vị trí cực Nam tại tọa độ 12°00′B 144°40′Đ / 12°B 144,667°Đ cho đến ngày 22 tháng 6, khi nó quay trở lại Truk. Đến ngày 6 tháng 7, nó lên đường cho chuyến đi sang Ponape nhằm cung cấp hàng tiếp liệu cho lực lượng đồn trú tại đây, đến nơi ba ngày sau đó. Sau khi quay trở lại Truk vào ngày 11 tháng 7 để sửa chữa nhỏ, nó khởi hành vào ngày 16 tháng 7 để quay trở về Yokosuka, Nhật Bản.

#### Bị mất
Vào ngày 18 tháng 7, Đội đặc nhiệm 12.2, một đội tìm-diệt tàu ngầm hình thành chung quanh tàu sân bay hộ tống USS Hoggatt Bay đang tiến hành tuần tra tại vị trí 300 mi (480 km) về phía Đông Saipan,   khi radar của Hoggatt Bay bắt được mục tiêu trên mặt nước từ khoảng cách 21.000 yd (19.000 m). Đến 00 giờ 24 phút ngày 19 tháng 7, các tàu hộ tống khu trục USS Wyman và USS Reynolds được phái đi trinh sát mục tiêu.
Wyman tiếp cận đến khoảng cách 4.000 yd (3.700 m) lúc 00 giờ 46 phút khi mục tiêu biến mất khỏi màn hình radar, nhưng nó dò được tín hiệu sonar ở khoảng cách 1.600 yd (1.500 m).  Lúc 00 giờ 51 phút, Wyman bắn một loạt 24 quả đạn súng cối chống ngầm Hedgehog Mark 10 nhưng không có kết quả. Wyman lui ra xa rồi lại áp sát và bắn ra loạt Hedgehog thứ hai, lần này ghi nhận được năm vụ nổ nhỏ trước khi xảy ra một vụ nổ lớn làm rung chuyển chiếc tàu khu trục. Tàu ngầm đối phương, rất có thể là I-5, đã bị đánh chìm tại tọa độ 13°01′B 151°58′Đ / 13,017°B 151,967°Đ, toàn bộ 120 thành viên thủy thủ đoàn trên tàu đều tử trận.
Đến ngày 10 tháng 9, 1944, Hải quân Nhật Bản chính thức công bố I-5 có thể đã bị mất với toàn bộ thủy thủ đoàn tại khu vực Saipan. Tên nó được rút khỏi đăng bạ hải quân vào ngày 10 tháng 9, 1944.